# Giải vô địch bóng đá trong nhà châu Á 2001
Giải vô địch bóng đá trong nhà châu Á 2001 diễn ra tại Tehran, Iran từ ngày 14 đến ngày 20 tháng 7 năm 2001.

## Địa điểm
| Tehran            |
| ----------------- |
| Nhà thi đấu Azadi |
| Sức chứa: 12.000  |
|                   |

## Bốc thăm
| Bảng A                                                      | Bảng B                                                   | Bảng C                                  |
| ----------------------------------------------------------- | -------------------------------------------------------- | --------------------------------------- |
| Iran · Nhật Bản · Singapore · Đài Bắc Trung Hoa · Palestine | Kazakhstan · Uzbekistan · Malaysia · Kuwait · Tajikistan | Thái Lan · Hàn Quốc · Kyrgyzstan · Iraq |

## Vòng bảng

### Bảng A
| Đội               | ST | T | H | B | BT | BB | HS  | Đ  |
| ----------------- | -- | - | - | - | -- | -- | --- | -- |
| Iran              | 4  | 4 | 0 | 0 | 62 | 9  | +53 | 12 |
| Palestine         | 4  | 3 | 0 | 1 | 22 | 23 | −1  | 9  |
| Nhật Bản          | 4  | 2 | 0 | 2 | 20 | 17 | +3  | 6  |
| Đài Bắc Trung Hoa | 4  | 1 | 0 | 3 | 16 | 25 | −9  | 3  |
| Singapore         | 4  | 0 | 0 | 4 | 6  | 52 | −46 | 0  |

| Iran | 16 – 4 | Palestine |
| ---- | ------ | --------- |
|      |        |           |

| Đài Bắc Trung Hoa | 7 – 3 | Singapore |
| ----------------- | ----- | --------- |
|                   |       |           |

| Palestine | 6 – 3 | Đài Bắc Trung Hoa |
| --------- | ----- | ----------------- |
|           |       |                   |

| Nhật Bản | 6 – 5 | Đài Bắc Trung Hoa |
| -------- | ----- | ----------------- |
|          |       |                   |

| Iran | 28 – 0 | Singapore |
| ---- | ------ | --------- |
|      |        |           |

| Singapore | 1 – 8 | Nhật Bản |
| --------- | ----- | -------- |
|           |       |          |

| Palestine | 3 – 2 | Nhật Bản |
| --------- | ----- | -------- |
|           |       |          |

| Iran | 10 – 1 | Đài Bắc Trung Hoa |
| ---- | ------ | ----------------- |
|      |        |                   |

| Nhật Bản | 4 – 8 | Iran |
| -------- | ----- | ---- |
|          |       |      |

| Singapore | 2 – 9 | Palestine |
| --------- | ----- | --------- |
|           |       |           |

### Bảng B
| Đội        | ST | T | H | B | BT | BB | HS  | Đ  |
| ---------- | -- | - | - | - | -- | -- | --- | -- |
| Kazakhstan | 4  | 3 | 1 | 0 | 22 | 6  | +16 | 10 |
| Uzbekistan | 4  | 3 | 1 | 0 | 22 | 10 | +12 | 10 |
| Kuwait     | 4  | 2 | 0 | 2 | 12 | 14 | −2  | 6  |
| Tajikistan | 4  | 1 | 0 | 3 | 16 | 26 | −10 | 3  |
| Malaysia   | 4  | 0 | 0 | 4 | 11 | 27 | −16 | 0  |

| Kazakhstan | 4 – 0 | Kuwait |
| ---------- | ----- | ------ |
|            |       |        |

| Tajikistan | 9 – 1 | Malaysia |
| ---------- | ----- | -------- |
|            |       |          |

| Kuwait | 6 – 4 | Tajikistan |
| ------ | ----- | ---------- |
|        |       |            |

| Uzbekistan | 7 – 1 | Tajikistan |
| ---------- | ----- | ---------- |
|            |       |            |

| Kazakhstan | 4 – 2 | Malaysia |
| ---------- | ----- | -------- |
|            |       |          |

| Malaysia | 5 – 10 | Uzbekistan |
| -------- | ------ | ---------- |
|          |        |            |

| Kuwait | 2 – 3 | Uzbekistan |
| ------ | ----- | ---------- |
|        |       |            |

| Kazakhstan | 12 – 2 | Tajikistan |
| ---------- | ------ | ---------- |
|            |        |            |

| Uzbekistan | 2 – 2 | Kazakhstan |
| ---------- | ----- | ---------- |
|            |       |            |

| Malaysia | 3 – 4 | Kuwait |
| -------- | ----- | ------ |
|          |       |        |

### Bảng C
| Đội        | ST | T | H | B | BT | BB | HS  | Đ |
| ---------- | -- | - | - | - | -- | -- | --- | - |
| Thái Lan   | 3  | 2 | 0 | 1 | 21 | 10 | +11 | 6 |
| Hàn Quốc   | 3  | 2 | 0 | 1 | 15 | 15 | 0   | 6 |
| Kyrgyzstan | 3  | 1 | 1 | 1 | 13 | 16 | −3  | 4 |
| Iraq       | 3  | 0 | 1 | 2 | 8  | 16 | −8  | 1 |

| Thái Lan | 3 – 4 | Kyrgyzstan |
| -------- | ----- | ---------- |
|          |       |            |

| Iraq | 1 – 3 | Hàn Quốc |
| ---- | ----- | -------- |
|      |       |          |

| Kyrgyzstan | 5 – 5 | Iraq |
| ---------- | ----- | ---- |
|            |       |      |

| Hàn Quốc | 4 – 10 | Thái Lan |
| -------- | ------ | -------- |
|          |        |          |

| Iraq | 2 – 8 | Thái Lan |
| ---- | ----- | -------- |
|      |       |          |

| Kyrgyzstan | 4 – 8 | Hàn Quốc |
| ---------- | ----- | -------- |
|            |       |          |

### Xếp hạng các đội xếp thứ ba
| Đội        | ST | T | H | B | BT | BB | HS | Đ |
| ---------- | -- | - | - | - | -- | -- | -- | - |
| Nhật Bản   | 4  | 2 | 0 | 2 | 20 | 17 | +3 | 6 |
| Kuwait     | 4  | 2 | 0 | 2 | 12 | 14 | −2 | 6 |
| Kyrgyzstan | 3  | 1 | 1 | 1 | 13 | 16 | −3 | 4 |

## Vòng loại trực tiếp
|  | Tứ kết              | Tứ kết              |                     |       | Bán kết       | Bán kết       |  |  | Chung kết | Chung kết |
|  |                     |                     |                     |       |               |               |  |  |           |           |
|  | 18 tháng 7 – Tehran |                     |                     |       |               |               |  |  |           |           |
|  |                     |                     |                     |       |               |               |  |  |           |           |
|  | Iran                | 18                  |                     |       |               |               |  |  |           |           |
|  | Iran                | 18                  | 20 tháng 7 – Tehran |       |               |               |  |  |           |           |
|  | Kuwait              | 2                   |                     |       |               |               |  |  |           |           |
|  | Kuwait              | 2                   | Iran                | 8     |               |               |  |  |           |           |
|  | 18 tháng 7 – Tehran |                     | Iran                | 8     |               |               |  |  |           |           |
|  |                     | Nhật Bản            | 2                   |       |               |               |  |  |           |           |
|  | Kazakhstan          | Nhật Bản            | 2                   | 2 (6) |               |               |  |  |           |           |
|  | Kazakhstan          |                     | 20 tháng 7 – Tehran | 2 (6) |               |               |  |  |           |           |
|  | Nhật Bản (p)        | 2 (7)               |                     |       |               |               |  |  |           |           |
|  | Nhật Bản (p)        | 2 (7)               | Iran                | 9     |               |               |  |  |           |           |
|  | 18 tháng 7 – Tehran |                     | Iran                | 9     |               |               |  |  |           |           |
|  |                     | Uzbekistan          | 0                   |       |               |               |  |  |           |           |
|  | Thái Lan            | Uzbekistan          | 0                   | 3     |               |               |  |  |           |           |
|  | Thái Lan            | 20 tháng 7 – Tehran |                     | 3     |               |               |  |  |           |           |
|  | Uzbekistan (aet)    | 4                   |                     |       |               |               |  |  |           |           |
|  | Uzbekistan (aet)    | 4                   | Uzbekistan          | 4     |               |               |  |  |           |           |
|  | 18 tháng 7 – Tehran |                     | Uzbekistan          | 4     |               |               |  |  |           |           |
|  |                     | Hàn Quốc            | 0                   |       | Tranh hạng ba | Tranh hạng ba |  |  |           |           |
|  | Palestine           | Hàn Quốc            | 0                   | 2     | Tranh hạng ba | Tranh hạng ba |  |  |           |           |
|  | Palestine           |                     | 20 tháng 7 – Tehran | 2     |               |               |  |  |           |           |
|  | Hàn Quốc            | 3                   |                     |       |               |               |  |  |           |           |
|  | Hàn Quốc            | 3                   | Nhật Bản            | 1     |               |               |  |  |           |           |
|  |                     |                     |                     |       |               |               |  |  |           |           |
|  | Hàn Quốc            | 2                   |                     |       |               |               |  |  |           |           |
|  | Hàn Quốc            | 2                   |                     |       |               |               |  |  |           |           |

### Tứ kết
| Iran | 18 – 2 | Kuwait |
| ---- | ------ | ------ |
|      |        |        |

| Kazakhstan        | 2 – 2 (s.h.p.) | Nhật Bản |
| ----------------- | -------------- | -------- |
|                   |                |          |
| Loạt sút luân lưu |                |          |
|                   | 6 – 7          |          |

| Thái Lan | 3 – 4 (s.h.p.) | Uzbekistan |
| -------- | -------------- | ---------- |
|          |                |            |

| Palestine | 2 – 3 | Hàn Quốc |
| --------- | ----- | -------- |
|           |       |          |

### Bán kết
| Iran | 8 – 2 | Nhật Bản |
| ---- | ----- | -------- |
|      |       |          |

| Uzbekistan | 4 – 0 | Hàn Quốc |
| ---------- | ----- | -------- |
|            |       |          |

### Tranh hạng ba
| Nhật Bản | 1 – 2 | Hàn Quốc |
| -------- | ----- | -------- |
|          |       |          |

### Chung kết
| Iran                                                             | 9 – 0 | Uzbekistan |
| ---------------------------------------------------------------- | ----- | ---------- |
| Saneei · Dadashi · Hashemzadeh · Heidarian · Pariazar · Shamsaei |       |            |

## Giải thưởng
| Vô địch Giải vô địch bóng đá trong nhà châu Á 2001 |
| -------------------------------------------------- |
| · Iran · Lần thứ 3                                 |

| Amir Farrashi, Mansour Molaei, Reza Nasseri, Mohammad Reza Heidarian, Ali Saneei, Mohammad Hashemzadeh, Ahmad Pariazar, Kazem Mohammadi, Majid Raeisi, Hamid Shandizi, Vahid Shamsaei, Siamak Dadashi, Mojtaba Moeini, Majid Molazem |
| Huấn luyện viên xuất sắc nhất: Victor Hermans |

- Vua phá lưới
  -  Vahid Shamsaei (31 bàn)